# Hellraiser (chanson)
Singles de Motörhead
The One to Sing the Blues
(1991) Don't Let Daddy Kiss Me
(1993)
Hellraiser est une chanson de Motörhead, précédemment enregistrée en 1991 par Ozzy Osbourne pour son album No More Tears. Le titre a été écrit par Lemmy Kilmister, Ozzy Osbourne et Zakk Wylde, l'enregistrement de Motörhead de la chanson a été utilisé dans la bande son du film Hellraiser III: Hell on Earth, et en 1992, a été publié sur la Face-A du single extrait de l'album March ör Die. La Face-A est reprise avec Name in Vain qui figure également sur l'album March ör Die, et Dead Man's Hand apparaît aussi sur le maxi  '92 Tour EP.
Le premier des deux titres que Mikkey Dee a enregistré avec Motörhead, avant qu'il ne rejoigne officiellement le groupe, l'autre étant Hell on Earth.
Une vidéo pour Hellraiser a été réalisée, mettant en vedette Lemmy jouant au poker contre Pinhead interprété par Doug Bradley de la saga Hellraiser
La version Hellraiser d'Ozzy Osbourne a été utilisée comme musique d'entrée par les catcheurs professionnels en équipe Hawk Warrior et Power Warrior à la New Japan Pro Wrestling, de plus elle apparaît dans Grand Theft Auto: San Andreas sur Radio X.

## Composition du groupe
- Lemmy – chants, basse
- Phil Campbell – guitare
- Würzel– guitare
- Mikkey Dee – batterie

## Liste des titres
| No | Titre           | Crédit(s)                                 | Durée |
| -- | --------------- | ----------------------------------------- | ----- |
| 1. | Hellraiser      | Lemmy, Ozzy Osbourne, Zakk Wylde          | 4:36  |
| 2. | Name in Vain    | Lemmy, Phil Campbell, Würzel              | 3:04  |
| 3. | Dead Man's Hand | Lemmy, Phil Campbell, Würzel, Phil Taylor | 3:30  |